# هیث لجر
هیث اَندرو لِجِر (انگلیسی: Heath Andrew Ledger؛ ۴ آوریل ۱۹۷۹ – ۲۲ ژانویهٔ ۲۰۰۸) بازیگر استرالیایی بود. او پس از ایفای نقش در چندین محصول تلویزیونی و سینمایی استرالیا در دههٔ ۱۹۹۰، در سال ۱۹۹۸ برای توسعهٔ حرفهٔ سینمایی خود به ایالات متحده رفت. فعالیت کاری او شامل ۲۰ فیلم بود؛ از جملهٔ ۱۰ چیز درباره تو که ازشان متنفرم (۱۹۹۹)، میهن‌پرست (۲۰۰۰)، داستان یک شوالیه (۲۰۰۱)، مهمانی هیولا (۲۰۰۱)، لردهای داگ‌تاون (۲۰۰۵)، کوهستان بروکبک (۲۰۰۵)، کندی (۲۰۰۶)، من آنجا نیستم (۲۰۰۷)، شوالیهٔ تاریکی (۲۰۰۸) و دکتر پارناسوس، مردی که به شیطان رودست زد (۲۰۰۹) که دو مورد آخر پس از درگذشت او منتشر شده‌اند. او تهیه‌کنندگی و کارگردانی موزیک ویدئوها را نیز بر عهده داشت و اشتیاق داشت که کارگردان فیلم باشد.
لجر برای به تصویر کشیدن انیس دل مار در کوهستان بروکبک (۲۰۰۵) برندهٔ جایزهٔ بهترین بازیگر مرد از حلقه منتقدان فیلم نیویورک و جایزهٔ بهترین بازیگر جهانی از مؤسسه فیلم استرالیا شد؛ او نخستین بازیگری بود که جایزه دوم را پس از مرگ دریافت کرد. او نامزد دریافت جایزهٔ بفتا، جایزهٔ انجمن بازیگران فیلم، جایزهٔ گلدن گلوب و اسکار بهترین بازیگر مرد شد که در آن زمان، هشتمین فرد جوان نامزد این جوایز شد. او در سال ۲۰۰۸ پس از مرگ، جایزهٔ رابرت آلتمن را با سایر گروه بازیگران، کارگردان و مدیر بازیگری برای فیلم من آنجا نیستم دریافت کرد.
لجر در ۲۲ ژانویه ۲۰۰۸ بر اثر مصرف بیش از حد دارو درگذشت. لجر چند ماه پیش از مرگ، فیلم‌برداری نقش جوکر در شوالیه تاریکی را به پایان رسانده بود. شوالیه تاریکی در زمان درگذشت او در مرحله پس‌تولید بود و دکتر پارناسوس، مردی که به شیطان رودست زد، که در آن آخرین نقش خود را ایفا می‌کرد، در حال فیلم‌برداری بود. درگذشت او بر تبلیغات پس‌آیندی شوالیهٔ تاریکی تأثیر گذاشت. نقش‌آفرینی او به‌عنوان جوکر در شوالیه تاریکی باعث تحسین و محبوبیت جهانی از سوی طرفداران و منتقدان شد. لجر پس از درگذشت، برای ایفای نقش در شوالیهٔ تاریکی جوایز متعددی نظیر جایزه اسکار بهترین بازیگر نقش مکمل مرد، جایزه گلدن گلوب بهترین بازیگر نقش مکمل مرد و جایزه بفتای بهترین بازیگر نقش مکمل مرد را دریافت کرد. RIP

## زندگی شخصی

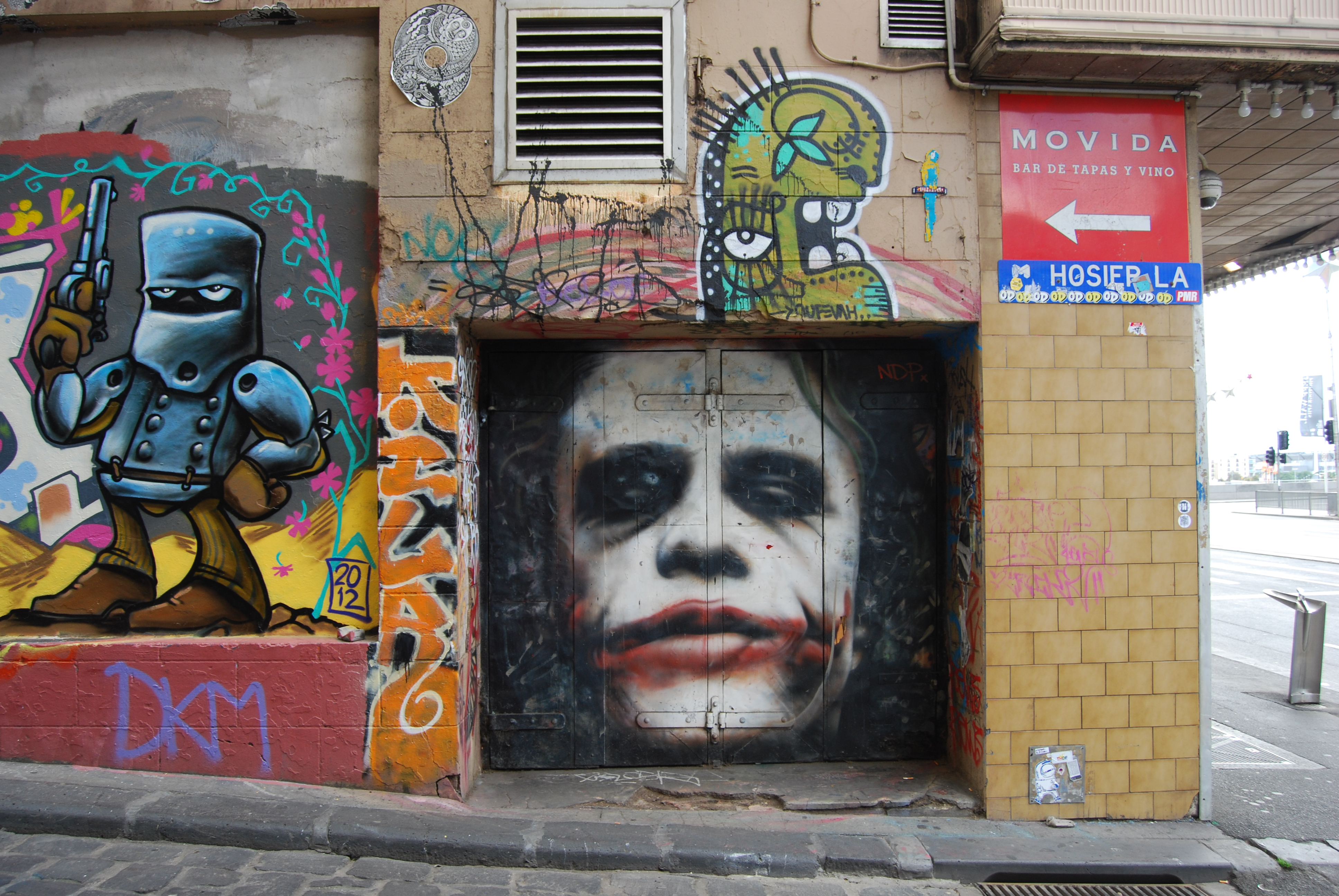
دیوارنگاره ای از شخصیت جوکر در شهر ملبورن که هیث لجر آن نقش را بازی کرده بود.

هیث لجر در شهری در غرب استرالیا به نام پرث متولد شد. او فرزند سالی لجر (رامشو)، معلمی فرانسوی و کیم لجر رانندهٔ ماشین‌های مسابقه‌ای و مهندس معدن بود. لجر تحصیلات ابتدایی را در مدرسهٔ مریز ماونت (Mary’s mount) و پس از آن در مدرسهٔ گیلد فورد (Guild ford) گذراند. اولین تجربهٔ بازیگری او در سن ۱۰ سالگی و به عنوان ستارهٔ نمایش نامهٔ پیتر پن در مدرسه رخ داد. پدر و مادر لجر زمانی که او تنها ۱۱ سال داشت، از یکدیگر طلاق گرفتند. هیث و خواهرش کیت لجر، دو خواهر ناتنی دیگر نیز داشتند. اشلی بل - متولد ۱۹۸۹ - فرزند مادر آن‌ها و پدر ناتنی شان روجر بل و همچنین اولیویا لجر - متولد ۱۹۹۷ - فرزند پدر آن‌ها و مادر ناتنی آنها، اما برون بود. لجر به بازی شطرنج علاقهٔ بسیار داشت و در ۱۰ سالگی برندهٔ مسابقات قهرمانی شطرنج شرق استرالیا شد.
نام هیث و خواهرش کیت، از روی نام شخصیت‌های اصلی کتاب بلندی‌های بادگیر -هیث کلیف و کاترین- اثر امیلی برونته برداشته شده است.

## زندگی حرفه‌ای

### ابتدای کار
پس از فارغ‌التحصیلی زود هنگام وی در سن ۱۶ سالگی، او مدرسه را به قصد پیگیری فعالیت‌های بازیگری اش ترک کرد و به همراه بهترین دوستش تروور دی کارلو (Trevor Dicarlo) از شهر پرث به سیدنی آمد؛ ولی او پس از مدتی برای بازی در نقش کوچکی در بخش اول سریال تلویزیونی Clowning Around و همچنین کار در سریال عرق‌کردن به پرث بازگشت. در سریال Sweat لجر نقش یک دوچرخه سوار همجنسگرا را بر عهده داشت. همچنین از سال ۹۳ تا ۹۷ لجر در چند قسمت از سریال تلویزیونی Ship to shore ایفای نقش کرد. همچنین او در برنامهٔ کوتاه زندهٔ شبکه رسانه‌ای فاکس، فیلم درام – تخیلیRoar، فیلم تلویزیونی خانه و دوری که یکی از موفق‌ترین نمایش‌های تلویزیونی استرالیایی بود و فیلم Black Rock ایفای نقش کرد و توانست چهرهٔ بازیگری خود را به‌طور رسمی به نمایش بگذارد. سپس در آخرین سال دههٔ نود، او با بازی در فیلم کمدی ۱۰ چیز درباره تو که ازشان متنفرم و همچنین فیلم استرالیایی
Two hands به کارگردانی گرگور جوردن، مورد استقبال فراوان قرار گرفت و به ستاره تبدیل شد.

### سال‌های ۲۰۰۰

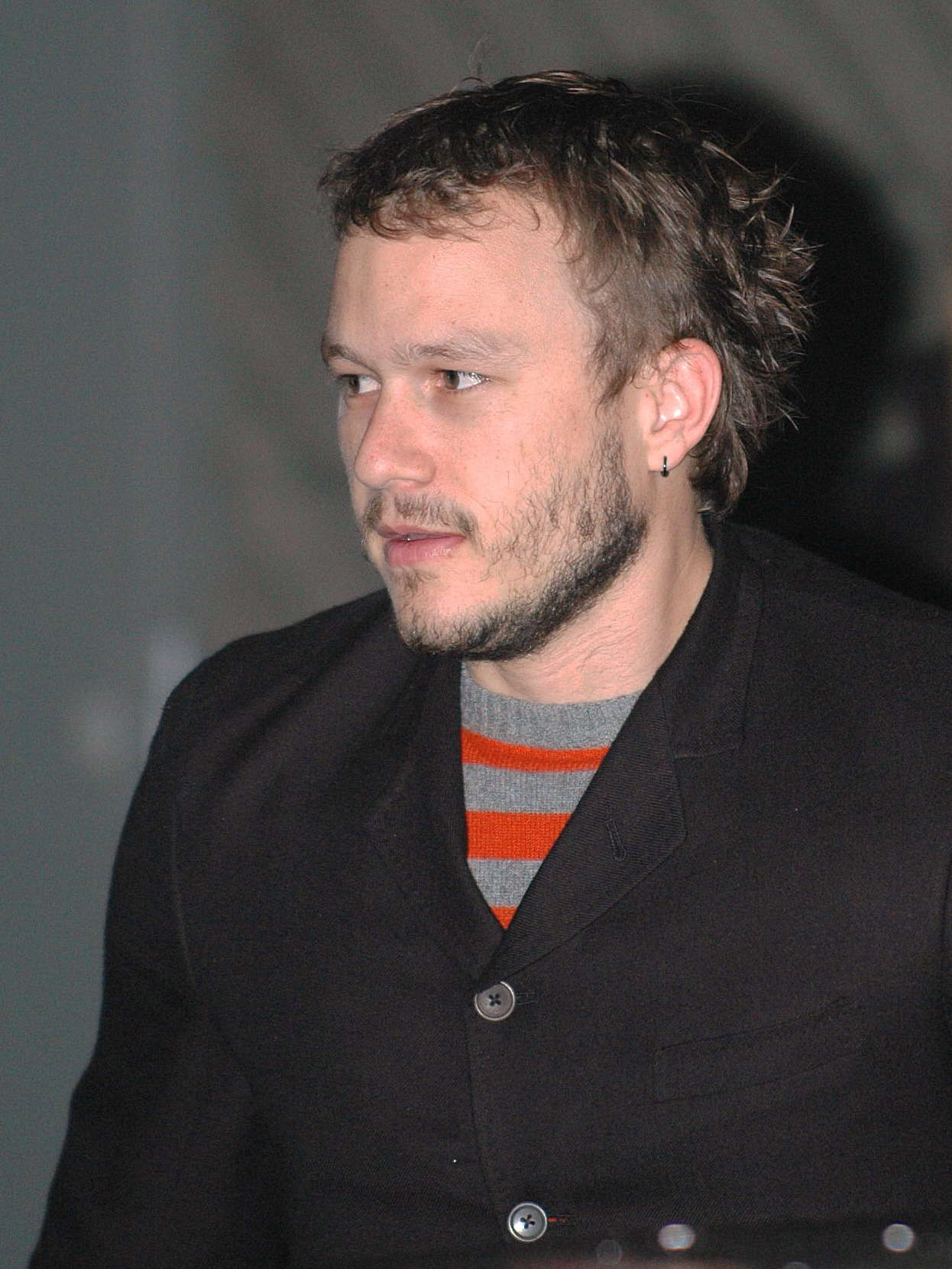
لجر در جشنواره بین‌المللی فیلم برلین در سال ۲۰۰۶

از سال ۲۰۰۰ تا ۲۰۰۵ لجر به علت بازی در نقش گبریل مارتین فرزند ارشد بنجامین مارتین (با بازی مل گیبسون) در فیلم میهن‌پرست و بازی نقش سونی گروتسکی پسر هانک گروتسکی (با بازی بیلی باب تورنتون) در فیلم مهمانی هیولا و بازی‌های برجسته اش در فیلم هایThe Order , چهار پر، داستان یک شوالیه، ند کلی، کازانووا ،برادران گریم و Lords of Dogtown به ستاره‌ای مشهور تبدیل شد. در سال ۲۰۰۵ لجر برای بازی در فیلم کوهستان بروکبک جایزهٔ بهترین بازیگر مرد را از حلقه منتقدان فیلم نیویورک و حلقه منتقدان فیلم سان‌فرانسیسکو دریافت کرد. در آن فیلم او نقش" انیس دل مار"، یک کارگر مزرعه را بر عهده داشت که عاشق گاوچرانی به نام جیک توئیست (با بازی جیک جیلنهال)می‌شود. او همچنین برای ایفای نقش در این فیلم نامزد جایزهٔ بهترین بازیگر مرد در ژانر درام گلدن گلوب و جایزهٔ بهترین بازیگر مرد آکادمی اسکار شد. فیلم کوهستان بروکبک باعث شد لجر در رتبهٔ نهم جوان‌ترین نامزدان جایزهٔ اسکار قرار بگیرد. در بخش نقد فیلم روزنامهٔ نیویورک تایمز، منتقدی به نام استیون هولدن دربارهٔ این فیلم چنین نوشت: " آقای لجر و آقای جیلنهال هر دو داستان این عشق دردآلود را به طرز ملموسی نمایش دادند. این نمایش یک ایفای نقش فوق العاده به خوبی مارلون برندو و سین پن است. " در نقد دیگری نیز پیتر تراورز چنین اظهار کرد: " ایفای نقش خیره‌کنندهٔ لجر معجزه‌ای در بازیگری است. به نظر می‌رسد او واقعاً از اعماق وجودش اشک می‌ریزد. لجر با انیس تنها حرکت نمی‌کند، سخن نمی‌گوید و نمی‌شنود او با انیس نفس می‌کشد. دیدن استنشاق کردن بوی لباس‌های آویزان در کمد معیاری است برای سنجش درد عشق گم شدهٔ او. "بعد از فیلم کوهستان بروکبک لجر به همراه هم وطنش آبیه کرنیش در فیلمی استرالیایی به نام آب‌نبات مشغول به بازی شد. فیلم نامهٔ آب‌نبات بر اساس رمانی نوشته شده در سال ۱۹۹۸ به نام: "آبنبات: روایتی از عشق و اعتیاد" بود. لجر و کرنیش در این فیلم نقش جوانانی عاشق و معتاد به هروئین را برعهده داشتند که به خاطر عشق شان سعی در ترک اعتیاد داشتند. جفری راش نیز در این فیلم نقش مشاور درمانی آن‌ها را بازی می‌کرد. لجر برای بازی در این فیلم نامزد سه جایزهٔ بهترین بازیگر مرد شد که یکی از آن‌ها جایزهٔ انجمن منتقدان استرالیا بود که کرنیش و راش پیش از او برنده این جایزه شده بودند. مدت کوتاهی پس از اکران فیلم آب‌نبات لجر به "آکادمی علوم و هنرهای سینمایی" دعوت به عضویت شد. لجر به عنوان یکی از شش بازیگری که جنبه‌های مختلف زندگی باب دیلن را در فیلم من آنجا نیستم به کارگردانی تاد هینز به نمایش گذاشته بودند، برندهٔ جایزه‌ای برای بازی در نقش Robbie، که مسئول به ترسیم کشیدن زندگی عاشقانهٔ دیلن بود، شد
در سال ۲۰۰۸، لجر نقش هیولای معروف داستان‌های کمیک، «جوکر» در فیلم شوالیه تاریکی (دنباله‌ای بر فیلم بتمن آغاز می‌کند) را بازی کرد. در این فیلم او در مقابل کریستین بیل، هم‌بازی‌اش در فیلم من آنجا نیستم نقش‌آفرینی کرده است.
او قرار بود در فیلم دکتر پارناسوس، مردی که به شیطان رو دست زد در نقش تونی در مقابل تام ویتس و کریستوفر پلامر بازی کند. این فیلم در زمان مرگ لجر در مرحلهٔ پیش‌تولید بود. قد هیث لجر ۱۸۷سانتی‌متر بوده است.

## از دیدگاه منتقدان
استفن هولدن، منتقد سینمایی نیویورک تایمز در نقد خود در مورد کوهستان بروکبک نوشت:
«آقای لجر و جیلنهال (همبازی هیث در کوهستان بروکبک) این قصهٔ عاشقانهٔ دردناک را قابل لمس می‌کنند. آقای لجر به شکل معجزه‌آسایی در زیر پوست شخصیت سفت و سخت خود در فیلم ناپدید می‌شود. بازی او به راحتی با بهترین بازی‌های مارلون براندو و شان پن برابری می‌کند.»
در نقدی دیگر در مجلهٔ رولینگ استون، پیتر ترورز می‌نویسد:
«بازی چشم‌گیر لجر یک معجزهٔ بازیگری است، انگار که او نقش را از درون خودش کنده باشد. لجر نه تنها می‌داند کاراکترش چطور راه‌می‌رود، حرف می‌زند و گوش می‌کند، بلکه حتی می‌داند که او چطور نفس می‌کشد. دیدن او که بوی پیراهن آویزان در کمد جک را فرو می‌برد، مثل فهمیدن درد از دست دادن عشق است.»
سال ۲۰۰۵، لجر در یک نسخهٔ داستانی از شخصیت جاکومو کازانووا در مقابل سیه‌نا میلر بازی کرد. این فیلم یک کمدی رومانتیک بود که با برخوردهای متناقضی از جانب منتقدان رو به رو شد.
در ۲۰۰۶ او از سوی آکادمی هنرهای تصویری اسکار برای عضویت دعوت شد و در ۲۰۰۷ نیز یکی از شش بازیگری بود که در فیلمی که با نام «من آنجا نیستم» از زندگی باب دیلن ساخته شد، نقش دیلن را ایفا کرد و همچنین در سال ۲۰۰۸ نظر بسیاری را در نقش جوکر در فیلم شوالیه تاریکی (The Dark Knight) جلب کرد که باعث بردن بهترین بازیگر مرد مکمل در اسکار، گلدن گلوب و بفتای همان سال هم شد، اما متأسفانه این جوائز بعد از مرگ او اهدا گردید. حتی گفته می‌شد که در صورت اینکه او زنده بود بازگشتی جزئی در همان نقش را در شوالیه تاریکی برمی‌خیزد که سومین و آخرین فیلم از سه‌گانه بتمن است بازی می‌کرد که با مرگ او از فیلم‌نامه حذف شد. از لجر همچنین به عنوان بهترین جوکر تاریخ سینما یاد می‌شود.

### کارگردانی
لجر اشتیاق زیادی به کارگردانی فیلم داشت. او چند موزیک ویدئو نیز ساخته بود که پس از مرگش در ۲۳ فوریه ۲۰۰۸ برندهٔ جایزهٔ آی‌اس‌پی رابرت آلتمن (ISP Robert Altman) شد. تاد هینز کارگردان فیلم من آنجا نیستم او را به این خاطر بسیار تحسین کرده است. پس از مرگ لجر موزیک ویدئوی سگ سیاه چشم در اینترنت به نمایش گذاشته شد و از طریق یوتیوب و به عنوان کلیپ برگزیده انتخاب شد. لجر با اسکاتیش (Scottish، فیلمنامه‌نویس) و آلن اسکات (تهیه‌کننده) در فیلمی بر اساس رمان «حرکت اول ملکه» نوشتهٔ والتر تویس در سال ۱۹۸۳ مشغول به کار بود. او در این فیلم به‌طور هم‌زمان بازیگر و کارگردان بودو قرار بود این فیلم اولین کار لجر در لباس کارگردانی باشد. آخرین کارهای کارگردانی او در موزیک ویدئوهایی به نام‌های شاه خائن (King Rat) و شن روان (Quicksand) بود که هر دو اولین بار در ۴ اوت ۲۰۰۹ به نمایش گذاشته شد.

### موسیقی
لجر یک کمپانی ضبط و تهیهٔ موسیقی را با بن هارپر شریک بود. ویدئویی که برای هارپر ساخت نیز بخشی از این شراکت او در کمپانی بود.
سال ۲۰۰۶ لجر موزیک ویدئوهایی برای هنرمند هیپ هاپ استرالیایی N’fa و آهنگ “Seduction Is Evil (she’s hot)” ساخت. در اواخر آن سال لجر از یک موزیک ویدئو دیگر به خوانندگی بن هارپر پرده برداری کرد و همچنین موزیک ویدئوی دیگری برای آهنگ صبح آرزو (Morning Yearning) اثر هارپر ساخت. در کنفرانس مطبوعاتی جشنواره فیم ونیز، لجر در مورد آرزویش برای ساخت یک فیلم مستند از زندگی نیک دریک صحبت کرد. نیک دریک خواننده و آهنگسازی بریتانیایی بود که در سال ۱۹۷۹ و در ۲۶ سالگی به علت اوردوز با قرص‌های ضد افسردگی فوت کرد. لجر موزیک ویدئویی دربارهٔ نیک ساخت و خود در آن نقش نیک را در زمان خواندن آهنگ "سگ سیاه چشم" برعهده گرفت. سگ سیاه چشم آهنگی در توصیف افسردگی شخصی دریک بود.

### خبرنگارها
هیث رابطهٔ پرتنشی با خبرنگارها و عکاس‌های مزاحم -پاپاراتزیها- داشت. آن‌ها مدعی بودند که هیث در سال ۲۰۰۴ در سیدنی به یکی از آن‌ها تف و بعد هم حمله کرده بوده، که هیث این ادعا را تکذیب می‌کرد. در ژانویهٔ ۲۰۰۶ و در جریان مراسم افتتاحیهٔ کوهستان بروکبک، پاپاراتزی‌ها به عنوان انتقام، با تفنگ‌های آب‌پاش به هیث و میشل ویلیامز حمله کردند که این اتفاق باعث شد لجر خانه‌اش در سیدنی را به قیمت ۷ میلیون دلار استرالیایی بفروشد.
رسانه‌ها در مورد دیگری نیز با هیث مشکل داشتند. در جریان مراسم اهدای جوایز سالانهٔ بازیگران (S.A.G)، هنگامی که لجر به همراهی جیک جیلنهال بر روی صحنه رفت تا کلیپی از کوهستان بروکبک را معرفی کند، با خنده، طوری متن معرفی را خواند که بعداً این رفتارش از سوی لس آنجلس تایمز، به نوعی تمسخر همجنس‌گراها تعبیر شد. لجر بعداً اعلام کرد که این رفتارش صرفاً به علت اضطراب موجود در صحنه بوده، چون تنها چند دقیقه قبل از مراسم به او اعلام کرده بودند که او باید جوایز را اهدا کند و خطاب به روزنامه گفته بود: «من متاسفم و به‌خاطر مضطرب بودنم عذرخواهی می‌کنم!»
لجر یک بار دیگر زمانی از سوی خبرگزاری‌ها مورد سرزنش قرار گرفت که در مصاحبه‌ای گفته بود که کوهستان بروکبک در ویرجینیای غربی توقیف شده است، در حالی‌که حقیقت این‌طور نبود و فقط یک سینما چنین کاری کرده بود. همچنین او گفته بود که در ویرجینیای غربی تا دههٔ ۸۰، اعدام بدون محاکمه وجود داشته است. بنا بر ادعای مورخان، چنین چیزی صحیح نبوده و آخرین اعدام‌های از این دست در آمریکا به ۱۹۳۱ برمی‌گردند.

### زندگی خصوصی
لجر با میشل ویلیامز، هم‌بازی‌اش در فیلم کوهستان بروکبک، در رابطه بود. دختر آن‌ها به نام ماتیلدا رز در روز ۲۸ اکتبر ۲۰۰۵ به دنیا آمد و جیک جیلنهال و باسی فیلیپ، پدرخوانده و مادرخواندهٔ ماتیلدا شدند.
در اوت ۲۰۰۷، هفته‌نامهٔ یو اس ویکلی مدعی شد که هیث و میشل به علت وضعیت کاری پرمشغله‌شان از یکدیگر جدا شده‌اند. در آن زمان نه میشل و نه هیث این ادعا را تأیید نکردند. در سپتامبر همان سال، پدر میشل در مصاحبه‌ای با سیدنی تلگراف تأیید کرد که آن دو از هم جدا شده‌اند.

## مرگ
براساس گزارش پلیس، ولزین که کمی زودتر از زمان معین قرار ملاقات‌ش با لجر در ساعت ۳ بعد از ظهر به منزل او رسیده بود با دیدن لجر در آن وضع سریعاً به دوست لجر مری کیت اولسن تلفن کرده و از او درخواست کمک می‌کند. اولسن که در آن زمان در کالیفرنیا بوده به سرعت نیروهای امنیتی نیویورک را در جریان می‌گذارد و حدود ۱۵ دقیقه بعد ولزین دوباره با اولسن تماس می‌گیرد و اظهار ترس نسبت به مرگ لجر می‌کند. سپس ولزین با پلیس تماس می‌گیرد و می‌گوید: آقای لجر نفس نمی‌کشد. با اصرار اپراتور ۹۱۱، ولزین عملیات احیا را انجام می‌دهد، اما نتیجه‌ای حاصل نمی‌شود. متخصصان پزشکی اورژانس (EMT) هفت دقیقهٔ بعد در ساعت ۳:۳۳ دقیقاً همان زمانی که نیروهای امنیتی توسط ولزین خبردار شده بودند به آپارتمان لجر می‌رسند اما با این حال موفق به احیای دوبارهٔ او نمی‌شوند. در ساعت ۳:۳۶ بعد از ظهر، مرگ قطعی لجر اعلام می‌شود و بدن بی‌جانش از آپارتمان او خارج می‌گردد.
پلیس گفته بود که با وجود قرص‌هایی که در اتاق هیث پیدا کرده‌ بودند ولی هیچ نشانهٔ مشخصی که حاکی از خودکشی هیث باشد یافت نشده بود.
دو هفته پس از مرگ لجر، مرگ او تصادفی، و بر اثر مسمومیت شدید دارویی در نتیجهٔ مصرف هم‌زمان چندین نوع قرص ضداضطراب و مسکن و خواب‌آور اعلام شد. در گزارش مرکز پزشکی نیویورک آمده است که در خون لجر، مقادیری از مسکن‌های اکسی‌کدون (که در اکسیکونتین یافت می‌شود)، هیدروکدون (که در ویسودین یافت می‌شود) و ضداضطراب‌های دیازپام، تمازپام، الپرازولام (که در والیوم، زاناکس و رستوریل وجود دارند) و دوکسیلامین پیدا شده است.»

## پیامدهای مرگ

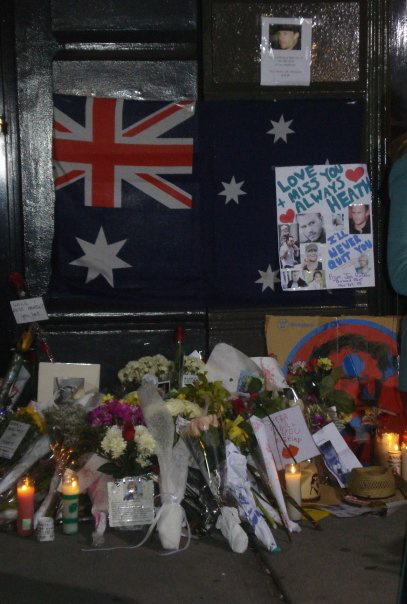
ابراز همدردی توسط خبرنگاران و مردم

خانوادهٔ لجر، همان روز در جلوی منزل مادر هیث در شهر پرث، نامه‌ای را در حضور خبرنگاران خواندند:
«ما، خانوادهٔ هیث، مرگ دردناک و زودهنگام فرزند و برادر عزیزمان و پدر ماتیلدا را تأیید می‌کنیم. او در خوابی آرام در ساعت ۳:۳۰ بعدازظهر در اتاقش توسط خدمتکار منزلش پیدا شده است. ما از همهٔ دوستان و مردم در همه‌جای دنیا تشکر می‌کنیم. هیث در طول زندگی کوتاهش بر مردم بسیاری تأثیر گذاشته است، ولی عدهٔ کمی بودند که او را واقعاً بشناسند. او مهربان و عاشق زندگی بود. در حال حاضر هم درخواست می‌کنیم که وضعیت ما را درک کنید و اجازه بدهید که در خلوت خودمان بتوانیم با این اتفاق کنار بیاییم.»
در واکنش به مرگ هیث، میشل ویلیامز اعلام کرد که شنیدن این خبر برایش بسیار ناگوار بوده و هواپیمایی برای بازگشت از سوئد به آمریکا گرفته است. گفته شده که ویلیامز با شنیدن خبر مرگ هیث، شروع به گریه و فریاد کرده و این اتفاق تأثیر شدیدی بر او گذاشته. همچنین کوین راد، نخست‌وزیر استرالیا در واکنش به این خبر گفت «بسیار دردناک است که ما یکی از بهترین بازیگران کشورمان را در اوایل زندگی‌اش از دست دادیم»، نیکول کیدمن مرگ هیث را یک تراژدی نامید و با خانوادهٔ هیث ابراز همدردی کرد، و الن هورن، مدیر و رئیس کمپانی برادران وارنر گفت «جامعهٔ هنر استعداد بسیار بزرگی را از دست داد. هیث بازیگری بزرگ و انسانی استثنایی بود.»
همکاران جیک جیلنهال سر صحنهٔ فیلم برادران در نیومکزیکو گفته‌اند که او پس از شنیدن خبر مرگ هیث، تا مدتی گیج بوده و بعد هم بلافاصله برگشته و فقط مدتی بعد برای گرفتن یکی از صحنه‌ها دوباره به نیومکزیکو رفته است. جیلنهال مدتی قبل در جریان فیلم‌برداری یکی از صحنه‌های همین فیلم که در زندان می‌گذشته، مثل زندانیانی که عکس عزیزانشان را به دیوار سلول می‌زنند، به عنوان شوخی عکس لجر را به دیوار زده بوده.
هشت روز پس از مرگ لجر، ویدئویی از او در اینترنت پخش شد که لجر را در حال استفاده از مواد مخدر نشان می‌دهد و لجر در این ویدئو می‌گوید که او بیست سال است که روزی پنج نخ حشیش مصرف می‌کند. در پی انتشار این ویدئو، دو برنامهٔ مشهور تلویزیونی در آمریکا این ویدئو را به قیمت ۲۰۰٬۰۰۰ دلار برای پخش خریدند؛ ولی بعداً اعلام کردند که در حمایت از هیث لجر و برای احترام به خانوادهٔ او، این ویدئو را در برنامهٔ خود پخش نخواهند کرد. گفته شده که سه بازیگر هم نسل لجر، یعنی اسکارلت جوهانسون، ناتالی پورتمن و جاش برولین در این تصمیم‌گیری نقش داشته‌اند و از نفوذ خود برای جلوگیری از پخش این ویدئو استفاده کرده‌اند.
گفته شده که میشل و هیث درگیری شدیدی بر سر مصرف هرویین، کوکایین و قرص با یکدیگر داشته‌اند و ویلیامز چندین بار لجر را به مراکز ترک اعتیاد برده بوده.
تری گیلیام کارگردان آخرین فیلم لجر به نام دکتر پارناسوس، مردی که به شیطان رو دست زد، برای این که قسمت‌های فیلمبرداری شده از هیث در فیلم باقی بماند و مجبور به حذف آن‌ها نشود، تصمیم گرفت که باقی‌ماندهٔ بازی‌های نقش او را به سه قسمت تقسیم کند و به سه بازیگر، یعنی جانی دپ، جود لاو و کالین فارل بسپارد. به این ترتیب هیث به علاوهٔ این سه بازیگر، در این فیلم مکمل نقش یکدیگر خواهند بود.
بنا بر وصیت‌نامهٔ هیث، همهٔ اموال او به دخترش ماتیلدا رز رسید، با این حال هنوز وضعیت بعضی از اموالی که در وصیت‌نامه نبوده‌اند، معلوم نیست.
قرار بود او در فیلم تد صداپیشگی تد را بر عهده بگیرد، اما به دلیل مرگش این کار را کارگردان فیلم ست مک فارلن برعهده گرفت.
همچنین قرار بود نقش مکس روکاتانسکی را در فیلم مکس دیوانه: جاده خشم بازی کند که به دلیل مرگش تام هاردی ایفای این نقش را برعهده گرفت.
همچنین از لجر می‌توان به عنوان اولین فردی یاد کرد که بخاطر فیلم‌های ابر قهرمانی برنده جایزه اسکار شد آن هم بعد از مرگش.

## کارنامه

### فیلم
| #   | سال  | عنوان                                     | نقش                                              | توضیحات | فروش                    |
| --- | ---- | ----------------------------------------- | ------------------------------------------------ | --- | ----------------------- |
| ۱.  | ۱۹۹۷ | پنجه‌ها                                    | اُبرون                                            | | £۱٬۷۷۸٬۳۹۱              |
| ۲.  | ۱۹۹۷ | سنگ‌سیاه                                   | توبی                                             | | دلار استرالیا$۱٬۱۰۰٬۰۰۰ |
| ۳.  | ۱۹۹۹ | ۱۰ چیز درباره تو که ازشان متنفرم          | پاتریک ورونا                                     | | $۳۸٬۱۷۶٬۱۰۸             |
| ۴.  | ۱۹۹۹ | دو دست                                    | جیمی                                             | نامزد بهترین بازیگر نقش اول مرد AFI |                         |
| ۵.  | ۲۰۰۰ | میهن‌پرست                                  | گابریل مارتین                                    | | $۱۱۳٬۳۳۰٬۳۴۲            |
| ۶.  | ۲۰۰۱ | مهمانی هیولا                              | سانی گروتوسکی                                    | | $۳۱٬۲۵۲٬۹۶۴             |
| ۷.  | ۲۰۰۱ | داستان یک شوالیه                          | سر ویلیام تاچر/ سر الریش فون لیختن‌اشتاین جلدرلند | | $۵۶٬۰۸۳٬۹۶۶             |
| ۸.  | ۲۰۰۲ | چهار پر                                   | هری فیورشام                                      | | $۱۸٬۳۰۶٬۱۶۶             |
| ۹.  | ۲۰۰۳ | فرمان                                     | الکس برنیر                                       | | $۷٬۶۵۹٬۷۴۷              |
| ۱۰. | ۲۰۰۳ | ند کلی                                    | ند کلی                                           | نامزد بهترین بازیگر نقش اول مرد AFI | $۷۴٬۸۶۴                 |
| ۱۱. | ۲۰۰۵ | کازانووا                                  | جاکومو کازانووا                                  | | $۱۱٬۲۹۴٬۸۳۲             |
| ۱۲. | ۲۰۰۵ | کوهستان بروکبک                            | انیس دل مار                                      | نامزد اسکار (بهترین بازیگر نقش اول مرد) نامزد گلدن گلوب (بهترین بازیگر نقش اول مرد - درام) نامزد بفتا (بهترین بازیگر نقش اول مرد) نامزد SAG (بهترین بازیگر مرد، بهترین گروه بازیگران) نامزد جایزهٔ AFI برای بهترین بازیگر مرد نقش اول | $۸۳٬۰۲۵٬۸۵۳             |
| ۱۳. | ۲۰۰۵ | برادران گریم                              | یاکوب گریم                                       | | $۳۷٬۸۹۹٬۶۳۸             |
| ۱۴. | ۲۰۰۵ | لردهای داگ‌تاون                            | اسکیپ انگبلوم                                    | | $۱۱٬۰۰۸٬۴۳۲             |
| ۱۵. | ۲۰۰۶ | آب‌نبات                                    | دن                                               | نامزد جایزه اکتا (بهترین بازیگر نقش اول مرد) نامزد Inside Film Awards (بهترین بازیگر مرد) نامزد Film Critics Circle of Australia (بهترین بازیگر مرد)                                                                                 | $۴۴٬۷۲۰                 |
| ۱۶. | ۲۰۰۷ | من آنجا نیستم                             | باب دیلن                                         | | $۳٬۴۳۶٬۳۰۱              |
| ۱۷. | ۲۰۰۷ | سگ چشم سیاه                               | شخصیت بی‌نام                                      | فیلم کوتاهی به کارگردانی و با حضور هیث، بر اساس آهنگی از نیک دریک. |                         |
| ۱۸. | ۲۰۰۸ | شوالیهٔ تاریکی                             | جوکر                                             | برنده چندین جایزهٔ مختلف از جمله جایزه گلدن گلوب برای بهترین بازیگر نقش مکمل مرد و اسکار بهترین بازیگر نقش مکمل مرد | $۱٬۰۰۵٬۰۰۰٬۰۰۰          |
| ۱۹. | ۲۰۰۹ | دکتر پارناسوس، مردی که به شیطان رو دست زد | تونی                                             | هیث در جریان فیلم‌برداری این فیلم درگذشت. |                         |

### تلویزیون
| سال  | عنوان        | نقش              |  |
| ---- | ------------ | ---------------- |  |
| ۱۹۹۳ | کشتی به ساحل | دوچرخه سوار      |  |
| ۱۹۹۶ | شیرین        | اسنویی بولز      |  |
| ۱۹۹۷ | خانه و دوری  | اسکات آروین      |  |
| ۱۹۹۷ | غرش          | کنر              |  |
| ۲۰۰۷ | طوفان هاوکس  | تالون سیکلونیایی |  |

## جوایز
- اسکار
  - ۲۰۰۸ - بهترین بازیگر نقش مکمل مرد - شوالیه تاریکی (برنده)
  - ۲۰۰۶ - بهترین بازیگر نقش اول مرد، کوهستان بروکبک (نامزد)
- جایزه اکتا
  - ۱۹۹۹ - بهترین بازیگر نقش اول مرد، دو دست (نامزد)
  - ۲۰۰۳ - بهترین بازیگر نقش اول مرد، ند کلی (نامزد)
  - ۲۰۰۶ - بهترین بازیگر نقش اول مرد، آب‌نبات (نامزد)
- بفتا
  - ۲۰۰۶ - بهترین بازیگر نقش اول مرد، کوهستان بروکبک (نامزد)
  - ۲۰۰۹ - بهترین بازیگر نقش مکمل مرد، شوالیه تاریکی (برنده)
- جوایز گلدن گلوب
  - ۲۰۰۹ - بهترین بازیگر نقش مکمل مرد - شوالیه تاریکی (برنده)[۴۱]
  - ۲۰۰۶ - بهترین بازیگر نقش اول مرد - کوهستان بروکبک (نامزد)
- جایزه ایندیپندنت اسپیریت
  - ۲۰۰۸ - جایزهٔ ویژهٔ رابرت آلتمن، من آنجا نیستم (برنده)
  - ۲۰۰۶ - بهترین بازیگر نقش اول مرد، کوهستان بروکبک (نامزد)
- جوایز سینمایی ام تی وی
  - ۲۰۰۶ - بهترین بوسهٔ سال، کوهستان بروکبک (برنده) *به همراهی جیک جیلنهال
  - ۲۰۰۲ - بهترین بوسهٔ سال، داستان یک شوالیه (نامزد) *به همراهی شانین سوسامون
  - ۲۰۰۲ - بهترین صحنهٔ موزیکال، داستان یک شوالیه (نامزد) *به همراهی شانین سوسامون
  - ۲۰۰۰ - بهترین صحنهٔ موزیکال، ۱۰ چیز درباره تو که ازشان متنفرم (نامزد)
- جایزه انجمن بازیگران فیلم
  - ۲۰۰۶ - بهترین گروه بازیگران، کوهستان بروکبک (نامزد)
  - ۲۰۰۶ - بهترین بازیگر نقش اول مرد، کوهستان بروکبک (نامزد)
  - ۲۰۰۸ - بهترین بازیگر نقش مکمل مرد، شوالیه تاریکی (برنده)